# Shining in the Darkness
Shining in the Darkness, presentado en Japón como Shining and the Darkness (シャイニング&ザ・ダクネス?), es un videojuego de rol para Mega Drive, del año 1991. Fue uno de los primeros RPG históricos, y a su vez inició la serie Shining, que continuó con juegos presentados para diferentes consolas de Sega, Game Boy Advance, PlayStation 2 y Nintendo DS entre otros. En algunos casos los mismos tuvieron su versión en animé.
El 13 de agosto de 2007 el juego fue relanzado para la consola Wii en EE. UU. y el 7 de septiembre en Europa.
A su vez, también aparece en Sega Mega Drive Ultimate Collection para la consola Xbox 360 y para PlayStation 3.

## Jugabilidad
Shining in the Darkness es de tipo Juego de mazmorras RPG. El jugador controla al personaje principal y a dos amigos (Pyra y Milo), aventurándose en diferentes escenarios en 3D.
El juego consiste en diferentes interacciones bajo una línea histórica, en la que podremos explorar calabozos y batallar con monstruos aleatoriamente. El combate es muy similar a algunos juegos de rol de la misma era (como el Dragon Quest). El encuentro con monstruos ocurre cuando exploramos los calabozos, presentándose aleatoriamente en diferentes puntos del mapa.
Además, el personaje principal deberá rescatar a tres personajes. El salvar a uno de ellos o a todos es opcional, y la historia cambiará dependiendo del orden en el cual emprendemos el rescate.
Otra herramienta innovadora es el sistema de menú basado en iconos, que se usa en batallas, elección de equipos (por ejemplo armas) e interacciones con personajes en la ciudad.

## Historia
El juego tiene lugar en el reino de Thornwood. La hija del rey y el padre del personaje principal fueron secuestrados, mientras el malvado hechicero Dark Sol ha hecho su aparición para conquistar el reino. Nuestro héroe se encargará de encontrar las "Arms of Light", rescatar a la princesa y a su padre, y detener a Dark Sol.

## Continuidad de la serie Shining
En Shining Force Gaiden: Final Conflict, se revela que el villano de Shining in the Darkness, Mephisto (llamado "Dark Sol" en la versión en inglés), es el hijo de Darksol y la hechicera Mishaela (villanos de Shining Force). Luego de la derrota de Darksol, el niño fue criado por Oddeye, el demonio más grande del archienemigo de Darksol, Zeon.
El rol de Mephisto en "Shining in the Darkness" entra en una línea temporal cuyos eventos continúan en "Shining Force II". Desde la salida de "Shining Wisdom", que tiene lugar pocos años después de "Shining Force II", se ve la referencia a "Shining in the Darkness" en algunos libros encontrados durante el juego, siendo a su vez "Shining Wisdom" la historia inmediata de "Shining Force II" (los eventos ocurren pocos años después de finalizado el anterior).

## Errores de traducción
La versión en inglés renombra a Mephisto como "Dark Sol", cosa que lleva a mucha confusión entre jugadores, ya que el nombre es idéntico al de su padre, Darksol (villano de "Shining Force"). Otros personajes también tienen alterados sus nombres, y la nación en la que se desarrolla el juego, originalmente "Stormsong", se renombra como "Thornwood".